# Estnische Badmintonmeisterschaft 2006
Die Estnische Badmintonmeisterschaft 2006 fand vom 4. bis zum 5. Februar 2006 in Tallinn statt. Es war die 42. Austragung der Titelkämpfe.

## Medaillengewinner
| Disziplin    | Gold                         | Silber                     | Bronze                    |
| ------------ | ---------------------------- | -------------------------- | ------------------------- |
| Herreneinzel | Raul Must                    | Ants Mängel                | Tauno Tooming             |
| Dameneinzel  | Kati Tolmoff                 | Karoliine Hõim             | Sandra Kamilova           |
| Herrendoppel | Ants Mängel Raul Must        | Indrek Küüts Meelis Maiste | Vahur Lukin Einar Veede   |
| Damendoppel  | Kati Tolmoff Sandra Kamilova | Külle Laidmäe Külli Iste   | Kati Kraaving Eve Jugandi |
| Mixed        | Ants Mängel Karoliine Hõim   | Andres Aru Kati Kraaving   | Heiki Sorge Helen Reino   |